# Девајн (Тексас)
Девајн (енгл. Devine) град је у америчкој савезној држави Тексас. По попису становништва из 2010. у њему је живело 4.350 становника.

## Демографија
Према попису становништва из 2010. у граду је живело 4.350 становника, што је 210 (5,1%) становника више него 2000. године.
| Група             | 2000.         | 2010.         |
| Белци             | 1.869 (45,1%) | 1.652 (38,0%) |
| Афроамериканци    | 28 (0,7%)     | 42 (1,0%)     |
| Азијати           | 12 (0,3%)     | 8 (0,2%)      |
| Хиспаноамериканци | 2.163 (52,2%) | 2.610 (60,0%) |
| Укупно            | 4.140         | 4.350         |